# Pierre Christophe
Pierre Christophe né le 29 juin 1969 à Bourges, est un pianiste de jazz français.

## Biographie
Pierre Christophe mène en parallèle des études de piano jazz et des études classiques au conservatoire de Marseille dans la classe de Guy Longnon, où il obtient une médaille d’or en 1991. Boursier du Ministère de la Culture pour le perfectionnement et la Recherche, il étudie à la Manhattan School of Music de New York de 1992 à 1994 où il obtient un Bachelor of Music . Parallèlement, il suit les cours de Jaki Byard pendant quatre ans. Par la suite, il sortira quatre disques consacrés à l’œuvre de Jaki Byard.
Il a collaboré avec de nombreux musiciens comme James Spaulding (en), Frank Morgan, Butch Warren, Lew Tabackin (en), Ricky Ford, Pete Christlieb (en), Ulf Wakenius, Gérard Badini, Géraldine Laurent, Vincent Courtois, etc.
Il est lauréat du prix Django-Reinhardt(musicien de jazz français de l' année) en 2007 et du concours international Jazz à Juan Révélations 2005 dans la catégorie piano.
En 2021 paraît Flowing, un album en duo avec le guitariste Hugo Lippi,.
En 2024 paraît "Passing By", son 12e album, avec Hugo Lippi et le Quatuor Hanson

## Discographie

### Leader
- 1995 : Reflets dans l'Hudson (Nocturne)
- 2002 : Byard by Us (Black & Blue Records)
- 2004 : Byard by Us Vol.2 (Black & Blue Records)
- 2006 : Byard…& More (Black & Blue Records)
- 2007: Byard By Us LIVE ! (Black and Blue Records)
- 2009 : Frozen Tears (Black & Blue)[5]
- 2013 : Tribute To Erroll Garner ( Camille Productions)
- 2014 : Valparaiso ( Black & Blue Records )
- 2016 : At Barloyd's (Jazz&people)
- 2018 : Live at Smalls - with Joel Frahm & Joe Martin (Camille Productions)
- 2021 : Flowing, en duo avec Hugo Lippi (Camille Productions)
- 2024 : Passing By " with Hugo Lippi & Quatuor Hanson (Camille Productions)

### Sideman
- Walter Ricci / David Sauzay - Nice and Easy ( Jazz Time Prod / 2014 )
- Laurent Mignard Duke Orchestra + Michel Pastre Big Band - Battle Royal (Juste une Trace / 2011)
- Patricia Bonner  - What is there to say ? (Terranga Prod / 2011)
- Jérôme Etcheberry - Ecce Berry (L' Olifant / 2010 )
- Butch Warren  - French 5tet ( Black & Blue/ 2010)
- Philippe Pilon - Take it Easy (Black & Blue / 2010)
- Michel Pastre Big Band  - To Prez and Count (Jazz aux Remparts / 2009)
- Barend Middelhoff  - Lucky Man (Aphrodite Records / 2009)
- Stan Laferriere - To My Guitar Heroes (Black & Blue / 2008)
- Jean-Michel Proust - Until it’s time for you to go (Cristal Records / 2007)
- James Spaulding - Down with it (Futura Marge / 2006)
- Mourad Benhammou & Jazzworkers Quintet - Perk’s Snare (Black & Blue / 2006)
- Gérard Badini - Scriabin’s Groove (Super Bad Trax / 2005)
- Michel Pastre - Free Swing (Djaz Records / 2004)
- David Sauzay - Three in One (Black & Blue / 2004)
- Gérard Badini - French Cooking (Nocturne / 2002)
- Michel Pastre - Jumping with César (Djaz Records / 2002)
- Benjamin Herman trio featuring Pierre Christophe - Plays Jaki Byard (A Records / 2001)
- Xavier Richardeau - Hit and Run (Taxi Records / 2001)
- Vincent Courtois - Pleine Lune (Nocturne / 1991)
- Vincent Courtois - Cello News (Nocturne / 1990)
- 133 violoncelles pour Pablo Casals (Vogue / 1990)